# Samane Vignaket
Samane Vignaket (tiếng Lào: ສະໝານ ວິຍະເກດ; 3 tháng 3 năm 1927 – 22 tháng 7 năm 2016) là chính khách và Trung tướng người Lào, từng giữ chức Chủ tịch Quốc hội Lào đầu tiên từ năm 1993 đến năm 2006. Với tư cách là thành viên của Đảng Nhân dân Cách mạng Lào, Vignaket từng là Ủy viên Bộ Chính trị các khóa IV, V, VI, VII và VIII và là Ủy viên Ban Bí thư Đảng Nhân dân Cách mạng Lào khóa III, bao gồm cả chức vụ Bộ trưởng Bộ Giáo dục từ năm 1988 đến năm 1991.

## Cuộc đời và sự nghiệp
Vignaket chào đời ở tỉnh Phichit thuộc Vương quốc Xiêm La trong một gia đình người Việt nhập cư. (Trong tiểu sử chính thức trước khi qua đời, ông được xác định là sinh trưởng tại tỉnh Attapeu.) Năm 1975, ông được bổ nhiệm làm Thứ trưởng Bộ Quốc phòng và giữ chức vụ này cho đến năm 1981. Vignaket được bầu làm Trưởng Ban Tổ chức Trung ương Đảng Nhân dân Cách mạng Lào vào năm 1982 và một lần nữa vào năm 1986, tại nhiệm cho đến năm 1989. Trên cương vị này, ông phụ trách công tác tư tưởng và văn hóa của Đảng Nhân dân Cách mạng Lào.

### Qua đời
Ông qua đời lúc 00 giờ 24 phút sáng ngày 22 tháng 7 năm 2016, hưởng thọ 89 tuổi.